# Air (groupe)
Pour les articles homonymes, voir Air (homonymie).
Air est un groupe musical français, originaire de Versailles, dans les Yvelines. Il est formé en 1995 et composé de Jean-Benoît Dunckel et Nicolas Godin. Le groupe est assimilé au mouvement musical French touch. Son succès est international, particulièrement en Grande-Bretagne et aux États-Unis. 
En 1998, son premier album Moon Safari est un des disques de l'année, grâce notamment au hit-single Sexy Boy. Deux ans plus tard, la bande originale de The Virgin Suicides, composée pour le film du même nom de Sofia Coppola, permet au groupe d'asseoir sa notoriété.
À la frontière de l'électronique, de la pop et du rock psychédélique, le groupe crée un style musical avec des mélodies cosmiques dans lesquelles de nombreux riffs de guitare accompagnent des sons électroniques et des voix vocodées. Malgré leur réserve apparente et l’absence de promotion, le duo se produit régulièrement avec succès lors de tournées internationales connues pour leurs versions alternatives et leurs réinterprétations en direct de certains de leurs titres.
Air a notamment collaboré avec Beck, Charlotte Gainsbourg, Jarvis Cocker (de Pulp), Neil Hannon (de The Divine Comedy) et Nigel Godrich.
En 2024, ils participent à la cérémonie de clôture des Jeux olympiques de Paris 2024, en étant accompagné par le groupe Phoenix pour le morceau Playground Love.

## Histoire

### Formation
Jean-Benoît Dunckel grandit en écoutant de la musique classique et de la musique électronique avec des groupes comme Kraftwerk, puis il s'intéresse à ce qu'il appelle le « rock sombre » anglais, avec des groupes comme Siouxsie and the Banshees et Joy Division. Il admire aussi David Bowie, Iggy Pop et Lou Reed. Brian Eno et Cluster sont aussi des artistes électroniques qu'il affectionne. Il cite parmi ses artistes préférés Maurice Ravel pour la musique classique, François de Roubaix pour les musiques de films et Siouxsie and the Banshees pour la new wave. Il partage avec Nicolas Godin un intérêt pour la musique de Michel Legrand, Philip Glass et Grace Jones. Les styles de musique qui ont le plus marqué Nicolas Godin sont la pop des Beatles pendant son enfance et la soul de Sly and the Family Stone durant l'adolescence. L'histoire débute dans les années 1980 au lycée Jules-Ferry de Versailles, où étudient Jean-Benoît Dunckel et Nicolas Godin. Aidés d'Alex Gopher, de Xavier Jamaux et de Jean de Reydellet, ils forment Orange, un groupe de lycée éphémère qui ne laissera aucune trace discographique, mais que les carrières de ses membres rendront célèbre a posteriori.
Après le lycée, Nicolas Godin entreprend des études d'architecture et se voit obligé de délaisser un peu la musique. Pourtant, en 1995, alors qu'il travaille sur le premier album de Teri Moïse, Marc Tessier du Cros, un ami d'enfance qui travaille chez Source (un sous-label de Virgin Music), le pousse à composer. Il écrit un titre instrumental en hommage à Le Corbusier, Modulor, qu'il présente, sous le pseudonyme de « Air », au label Source. Le morceau est retenu pour la compilation Source Lab de cette même année et connaît un certain succès (le morceau sortira aussi sur le label anglais Mo' Wax). De son côté, Jean-Benoît Dunckel étudie les mathématiques et enseigne les sciences physiques, mais il n'abandonne pas la musique pour autant : il joue alors dans un groupe, Le Dynamo, tout en étant pianiste de bar dans le Quartier latin.
À la suite du succès relatif de Modulor, Nicolas, qui ne veut pas continuer seul, propose alors à Jean-Benoît de se joindre à lui. Les deux complices s'attaquent à la réalisation de quelques morceaux qui sortiront en singles (ces morceaux seront par la suite regroupés dans l'EP Premiers symptômes en 1997) : on y retrouve quelques classiques, tels que Casanova 70 ou J'ai dormi sous l'eau, qui préfigurent ce que sera le son d'Air à ses débuts (influences pop des années 1960, ambiances cinématographiques, obsession pour le Moog, accords évoluant autour de la même note de basse). À l'époque, le groupe se fait connaître en multipliant les remixes, notamment pour Neneh Cherry, Depeche Mode et Ollano (groupe de Marc Collin où on retrouve également Helena Noguerra et Xavier Jamaux).
Contrairement à ce que colporte une légende urbaine, le nom du groupe Air n'est pas l'acronyme de « Amour Imagination Rêve » mais est tiré du son « aérien » de leur musique.

### Débuts
Pour leur premier album qu'ils signent sur le label parisien Source, Nicolas et Jean-Benoît décident d'investir un ancien studio délabré près du golf de Saint-Nom-la-Bretèche, ce qui les rapproche de leurs lieux de jeunesse. Il y a donc pour eux un côté nostalgique dans l'appréhension de ce disque. Une fois les dix chansons composées, ils font appel à l'ingénieur du son Stéphane « Alf » Briat pour mixer l'album, d'abord au studio Plus XXX (Paris) puis au studio Gang. Une session de cordes fut également programmée avec David Withaker, qui a travaillé avec Françoise Hardy et Serge Gainsbourg, au studio no 2 des Beatles à Abbey Road. Air contacte alors Mike Mills, graphiste new-yorkais, pour élaborer l'univers visuel de Moon Safari. Des clips aux pochettes de disques, du site Internet aux autocollants, l'univers singulier qui s'en dégage rappelle les bandes dessinées situationnistes ainsi que la pop culture américaine. L'album sort début 1998, Air est invité sur le plateau de Nulle part ailleurs pour jouer le tube Sexy Boy accompagné par les musiciens de Phoenix.
Le disque rencontre le succès, même si la démarche artistique n'est pas des plus faciles. La moitié du disque est instrumentale et Beth Hirsch, une artiste américaine alors fille au pair à Montmartre, pose sa voix sur les chansons All I Need et You Make It Easy. Les boîtes à rythmes remplacent les batteries, Air souhaite donc rendre ainsi l'album intemporel. Ils utilisent également différents vocodeurs, procédé popularisé par Kraftwerk, mais s'en servent de manière plus évanescente que ces derniers.
Pour la tournée de Moon Safari, Air s'entoure de musiciens américains tels que Justin Meldal-Johnsen à la basse, Brian Kehew et Roger Manning Jr. aux claviers et Brian Reitzell à la batterie. Les concerts débutent le 11 octobre à Seattle pour la partie américaine et finissent en Europe avec une escale à La Cigale le 7 novembre. Les musiciens français acquièrent une notoriété sur le territoire américain (en particulier New York et Los Angeles). Nic Harcourt, le directeur de la branche musicale de la radio californienne KCRW, les invite pour un concert live radiophonique ponctué d'une interview, ce qui se reproduit pour les autres albums studio. Le 20 février 1999, Air reçoit la Victoire de la musique de l'« album techno/dance » de l'année pour Moon Safari. Le succès du disque entraîne la réédition de Premiers Symptômes en 1999 avec deux morceaux rares en bonus.
En 1999, Sofia Coppola contacte le groupe pour la musique de son premier long métrage, Virgin Suicides, car elle voulait utiliser l'ensemble du disque Moon Safari. Les deux musiciens lui proposent de composer une bande originale pour son film. Ils enregistrent la musique dans le même studio que pour Moon Safari, avec l'aide du batteur Brian Reitzell à qui Sofia Coppola a demandé de superviser l'enregistrement. Une fois la musique terminée, la production du film leur demande expressément une chanson pour le générique de fin. L'espace d'un week-end, Air invite Thomas Mars (du groupe Phoenix) qui écrit les paroles, assure la batterie et chante sous le pseudonyme de Gordon Tracks. Ce dernier suggère Hugo Ferran pour les mélodies jouées au saxophone. La chanson Playground Love devient un single et fait l'objet d'un clip tourné par Sofia Coppola dans lequel Air et Thomas Mars font une apparition en tant que professeurs dans le bal de fin d'année du film. Le disque reçoit de bonnes critiques et permet la reconnaissance : il recevra la Victoire de la musique de l'« album de musique originale de cinéma » en 2001. Les membres du groupe sont depuis devenus d'étroits collaborateurs de la réalisatrice en étant présents sur les bandes originales de ses deux autres films : Lost in Translation (par le morceau alors inédit Alone In Kyoto) et Marie-Antoinette (avec la version instrumentale du morceau Il Secondo Giorno issue de leur collaboration avec Alessandro Baricco).
En 2001, la sortie de l'album 10 000 Hz Legend marque une influence internationale grâce à des collaborations avec Beck (The Vagabond, Don't Be Light) et le groupe japonais Buffalo Daughter (Sex Born Poison). Cette fois, le groupe abandonne le style lisse et harmonieux pour essayer un son plus expérimental. En effet, Air s'installe dans un studio du 6e arrondissement de Paris pour donner une allure plus urbaine au disque. Ils renouvellent leur matériel, ce qui est le moteur de chaque disque, toujours composé en réaction au précédent. Autant Moon Safari était le constat nostalgique d'une enfance révolue, autant ce nouveau disque se veut plus adulte. Ils invitent leurs frères d'Amérique majoritairement issus de la tournée précédente avec Jason Falkner, une figure de la scène pop californienne. Album le plus expérimental de leur carrière, 10 000 Hz Legend obtient un succès plus mesuré en comparaison des deux disques précédents.

### DeTalkie WalkieàLove 2

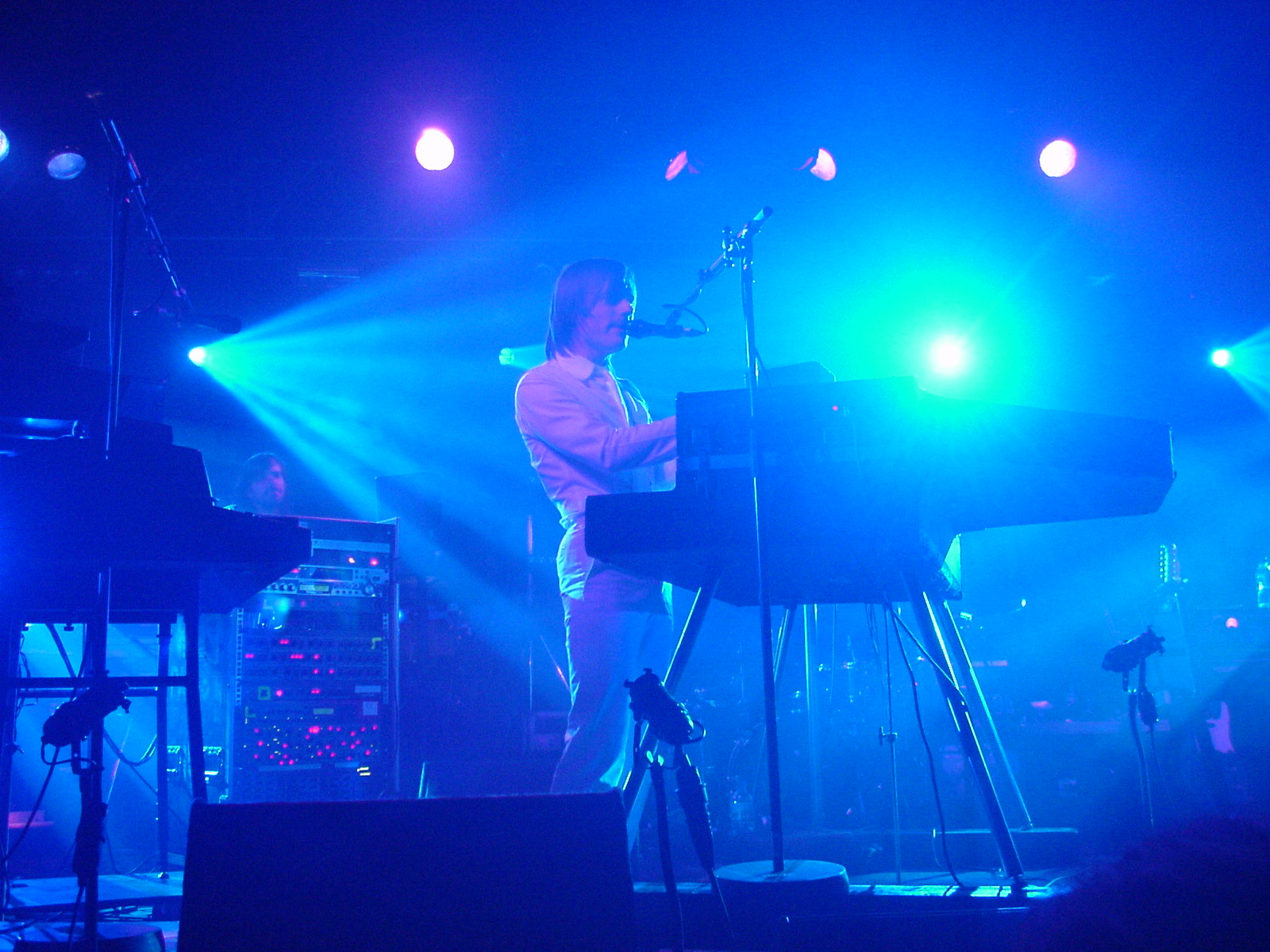
Jean-Benoît Dunckel en 2007.

Le groupe sort l'album Talkie Walkie au début de l'année 2004. Moins complexe que le précédent album studio, c'est un retour à des structures pop classiques. Nigel Godrich les persuade d'utiliser leurs voix naturelles et de délaisser le vocodeur. Il n'y a également aucune aide extérieure pour la composition des titres. Le nom de l'album a une connotation très frenchy. En effet, Talkie Walkie est propre à la langue française : dans les autres langues, c'est Walkie Talkie qui est utilisé.
En 2005, Renaud Donnedieu de Vabres, ministre de la Culture français, remet à Nicolas Godin et Jean-Benoît Dunckel l'insigne de chevalier des Arts et des Lettres. Au-delà de la récompense matérielle pour le groupe français, ce geste marque la reconnaissance institutionnelle du mouvement French touch. Lors de cette même cérémonie, les artistes Philippe Zdar (groupe Cassius) et Dimitri from Paris reçoivent cette même récompense. Les Daft Punk ne sont pas retenus à leurs côtés mais reçoivent la récompense en juillet 2010.

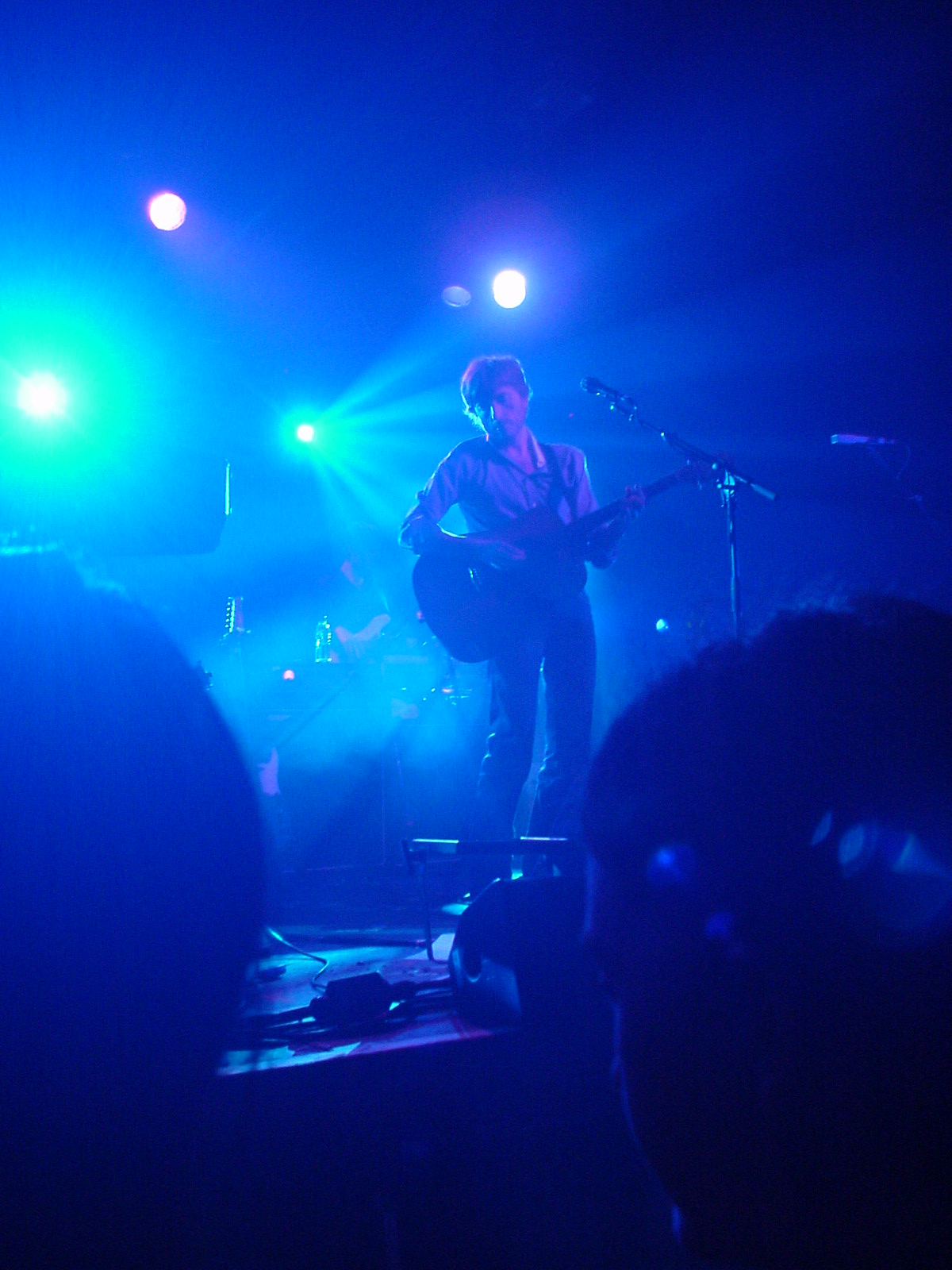
Nicolas Godin en 2007.

Le duo sort l'album Pocket Symphony en mars 2007. Cet album montre que le groupe évolue dans un style influencé par le Japon. Pour cela, Nicolas Godin apprend à jouer du koto et du shamisen chez un maître japonais originaire d'Okinawa résidant à Paris, qui apparaît dans le clip Once Upon a Time. Neil Hannon et Jarvis Cocker chantent sur deux titres.
Fin 2007, ils reçoivent les clés de leur propre studio d'enregistrement, baptisé « Atlas Studio » et situé dans le 19e arrondissement de Paris. Lors de sa construction, ils louent les services de l'acousticien chevronné Christian Malcurt. C'est ici qu'ils enregistrent leur cinquième album, Love 2, avec Joey Waronker à la batterie, et retrouvent Stéphane « Alf » Briat au mixage, avec qui ils avaient travaillé sur Moon Safari.
Le nouvel album Love 2 sort le 6 octobre 2009. Sur scène, ils forment désormais un trio avec le batteur Alex Thomas. À partir de 2007, Louis Arlette collabore avec le groupe comme ingénieur du son.

### Music for Museum
Le 6 février 2012 sort la bande originale Le Voyage dans la Lune, court album de 31 minutes inspiré de la musique qu'Air a créée pour le film de Georges Méliès et certifié disque d'or EMI. En juin 2014 sort Music for Museum, album qui est enregistré à la suite d'une commande pour le Palais des Beaux-Arts de Lille dans le cadre de son projet de Musée ouvert.
En juin 2016, le groupe entame une tournée anniversaire marquant ses vingt ans d'existence, qui passe par trois concerts en France ; à cette occasion sort également le 10 juin le double album Twentyears, compilation de leurs meilleurs moments et leurs plus grands morceaux.

## Membres
- Jean-Benoît Dunckel – synthétiseurs, piano, chant
- Nicolas Godin – guitare, basse, synthétiseurs, chant, koto, shamisen, banjo, batterie

## Collaborations
Sur la Face B du single sorti en 1998 Sexy Boy, le groupe collabore avec Françoise Hardy avec le titre Jeanne. Connu dans l'univers de la musique électronique française, Air travaille avec plusieurs musiciens comme Étienne de Crécy et Alex Gopher. Ses deux membres sont aussi proches d'autres artistes comme Fuzati, pour lequel ils produisent l'instrumental du morceau Sous le signe du V — qui évoque la ville de Versailles, d'où les membres de Air et Fuzati sont issus. Fuzati leur fait d'ailleurs un clin d'œil appuyé sur le morceau : « enfermés dans leur chambre, Jean-Benoît et Nicolas écoutent les Pink Floyd en rêvant de fonder un groupe pour pouvoir vivre de leur musique... ».
Après les avoir vus en concert à Milan, l'écrivain italien Alessandro Baricco se met en tête l'idée d'une collaboration avec le duo français. Il leur envoie des textes et ces derniers les adaptent en musique. En novembre 2002, ils présentent leur création via une pièce de théâtre au Teatro Valle de Rome. L'expérience séduit Air qui décide d'en faire un disque. City Reading, mixé par Nigel Godrich, sort en 2003.
Ils participent à l'élaboration de l'album 5:55 de Charlotte Gainsbourg en 2006.
En 2015, on retrouve Air sur l'album Electronica 1: The Time Machine de Jean-Michel Jarre. Ensemble, ils composent le titre Close You Eyes.

## Sonorités
Le groupe utilise des synthétiseurs vintage depuis ses débuts, et aime rappeler en interview sa passion pour les instruments et se définit comme étant musicien avant tout alliant aussi bien acoustique et synthèse qu'analogique et numérique. Son identité sonore passe par un noyau d'instruments invariable tel que la basse, le Solina string ensemble, le Rhodes et le Korg MS-20.
Voici la liste du matériel scénique pour les tournées de chaque album.
- Moon Safari (JB Dunckel, Nicolas Godin, Brian Reitzell, Roger Manning Jr., Brian Kehew, Justin Meldal Johnsen)
  - Moog source, Roland JX-3P, Roland VP-330 Vocoder plus, Wurlitzer 200A
  - Minimoog, Solina string ensemble, Yamaha CS1x
  - Hammond XB-2, Roland PC-180, Guitare Fender Jaguar, EMU SP-1200
  - Fender Rhodes suitcase Mk I, Korg MS-20
  - Moog Theremin
- 10 000 Hz Legend (JB Dunckel, Nicolas Godin, Brian Reitzell, Jason Falkner, James Rotondi)
  - VP 330, Roland PC-200, Fender Rhodes Mk II, Moogerfooger MF-103, Solina String Ensemble, Korg MS-20, Akai MPC 2000 XL
  - Alesis A6 Andromeda, Kurzweil keyboard
  - Korg CX-3 (avec EHX Memory Man), Roland PC-200, harmonica
  - Boss Dr Sample SP-202, Boss VT-1 Voice Transformer, EHX Delay Moogerfooger MF-104
  - Gibson SG, 70's Guild D35
  - 70's Fender Mustang Bass, ampli Ashdown
- Talkie Walkie (JB Dunckel, Nicolas Godin, Dave Palmer, Earl Harvin)
  - Yamaha CP-80, Nord Lead 2, Korg MS-20, Solina String Ensemble, Fender Rhodes Mk I
  - Sequential Circuits Six Track, Hammond XB-2, Roland SH-101 (blue version), microKORG, Minimoog Voyager
- Pocket Symphony (JB Dunckel, Nicolas Godin, Steve Jones, Vincent Taurelle, Earl Harvin)
  - Yamaha CP80, Korg MS-20, Solina String Ensemble, Fender Rhodes Mk I
  - VP-550, Fender Mustang Bass Red Competition, Hofner Club Bass 500/2, Guild Acoustic Guitar
- Love 2 (JB Dunckel, Nicolas Godin, Alex Thomas)
  - Korg MS-20, Solina String Ensemble, Manikin Memotron, Wurlitzer, Moog Source
  - Moog Source, Roland VP-550, Fender Mustang Bass Blue Competition, Guild D35

Le groupe utilise des samples sur ses titres :
- Remember : The Beach Boys - Do It Again
- La Femme d'argent : Can - Future Days, Edwin Starr - Runnin
- Modular Mix : James Brown - I Got Ants In My Pants, Gil Scott-Heron - We Almost Lost Detroit
- Brakes On : Odetta - Hit or Miss
- Dirty Trip : Brian Auger's Oblivion Express - Dawn of Another Day
- Don't Be Light : Jean-Pierre Decerf - Arabian Era

## Discographie

### Albums studio
| Année | Album                  | Meilleure position[réf. nécessaire] | Meilleure position[réf. nécessaire] | Meilleure position[réf. nécessaire] | Meilleure position[réf. nécessaire] | Meilleure position[réf. nécessaire] | Meilleure position[réf. nécessaire] |
| Année | Album                  | France                              | Royaume-Uni                         | États-Unis                          | Suisse                              | Belgique                            | Canada                              |
| ----- | ---------------------- | ----------------------------------- | ----------------------------------- | ----------------------------------- | ----------------------------------- | ----------------------------------- | ----------------------------------- |
| 1998  | Moon Safari            | 21                                  | 6                                   | -                                   | 46                                  | -                                   | -                                   |
| 2000  | The Virgin Suicides    | 17                                  | 14                                  | 161                                 | 51                                  | 37                                  | -                                   |
| 2001  | 10 000 Hz Legend       | 7                                   | 7                                   | 88                                  | 11                                  | 8                                   | -                                   |
| 2004  | Talkie Walkie          | 3                                   | 2                                   | 61                                  | 4                                   | 9                                   | -                                   |
| 2007  | Pocket Symphony        | 8                                   | 22                                  | 40                                  | 7                                   | 19                                  | -                                   |
| 2009  | Love 2                 | 12                                  | 36                                  | 100                                 | 15                                  | 18                                  | -                                   |
| 2012  | Le Voyage dans la Lune | 17                                  | 35                                  | 57                                  | 11                                  | 28                                  | 68                                  |
| 2014  | Music for Museum       | -                                   | -                                   | -                                   | -                                   | -                                   | -                                   |

### Singles et EP
- 1995 : Modular Mix
- 1996 : Casanova 70
- 1997 : Le soleil est près de moi
- 1997 : Soldissimo (EDC Remix). Disponible sur la compilation Super Discount publiée par Disques Solid
- 1997 : Premiers Symptômes. Cet EP reprend les morceaux des trois singles précédents (une réédition avec Brakes On Mix et Californie est sortie en 1999).
- 1998 : Sexy Boy. Cet EP contient le titre Jeanne, chanté par Françoise Hardy.
- 1998 : Californie/La femme d'argent. Single uniquement disponible avec le numéro 134 du magazine Les Inrockuptibles
- 1998 : Kelly Watch the Stars
- 1998 : All I Need
- 2000 : Playground Love
- 2001 : Air concerts. Single uniquement disponible avec le numéro 296 du magazine Les Inrockuptibles
- 2001 : Radio #1
- 2001 : How Does It Make You Feel?
- 2001 : People in the City
- 2002 : Don't Be Light
- 2004 : Cherry Blossom Girl
- 2004 : Surfing on a Rocket
- 2004 : Alpha Beta Gaga
- 2007 : Once Upon a Time
- 2007 : Mer du Japon
- 2009 : Do the Joy
- 2009 : Sing Sang Sung
- 2009 : So Light Is Her Footfall
- 2010 : So Light Is Her Footfall EP
- 2012 : Parade
- 2012 : Seven Stars

### Remixes
- 1996 : Ollano Latitudes (Air Remix)
- 1997 : Crustation Purple (La Femme d'argent Mix)
- 1997 : Neneh Cherry Kootchi (Air Remix)
- 1997 : Depeche Mode Home AIR « Around The Golf » Remix
- 1997 : Alex Gopher Brakes On Mix
- 1998 : Étienne Daho Me manquer (Londres en Été - Air Remix)
- 2002 : David Bowie Better Future
- 2005 : Beck Heaven Hammer (Missing) de l'album Guerolito
- 2006 : Late Night Tales (Air remix)

### Bandes-son
- 2000 : The Virgin Suicides (BO du film Virgin Suicides de Sofia Coppola)
- 2003 : Lost in Translation (BO du film Lost in Translation de Sofia Coppola) avec le titre Alone in Kyoto (également présent sur l'album Talkie Walkie)
- 2006 : Il Secondo Giorno (instrumental) dans le film Marie-Antoinette de Sofia Coppola
- 2010 : Quartier lointain de Sam Garbarski, adapté du manga de Jirō Taniguchi
- 2012 : Le Voyage dans la Lune (1902) de Georges Méliès présenté au Festival de Cannes 2011. Le groupe a composé une musique originale à l'occasion de la version restaurée en couleur du film[16].
- 2013 : Pioneer d'Erik Skjoldbjærg[19]

### Collaborations
- 2002 : Everybody Hertz (remixes)
- 2003 : City Reading (Tre Storie Western) avec Alessandro Baricco
- 2006 : 5:55 de Charlotte Gainsbourg, composition des musiques

### Albums solo
- 2006 : Darkel de Jean-Benoît Dunckel
- 2009 : bande originale de Cyprien de Jean-Benoît Dunckel
- 2015 : Contrepoint de Nicolas Godin
- 2018 : H+ de Jean-Benoît Dunckel
- 2020 : Concrete and Glass de Nicolas Godin

### Concerts
- 2007 : Aérolite, pièce instrumentale pour koto (harpe japonaise) et synthétiseurs (6-7 avril 2007, Centre Pompidou, Paris)

## Prix et distinctions
- 1999 : Victoire de la musique de l'album techno/dance de l'année pour Moon Safari.
- 2001 : Victoire de la musique de l'album de musique originale de cinéma pour The Virgin Suicides.
- 2005 : Chevalier des Arts et des Lettres[13].

## Vidéographie
- 1998 : Sexy Boy (réalisation : Mike Mills)
- 1998 : Kelly Watch the Stars (réalisation : Mike Mills)
- 1998 : All I Need (réalisation : Mike Mills)
- 1999 : Le Soleil est près de moi (réalisation : Mike Mills)
- 1999 : Eating Sleeping Waiting And Playing (DVD, Moon Safari Tour)
- 2000 : The Virgin Suicides (film de Sofia Coppola)
- 2000 : Playground Love (réalisation : Sofia et Roman Coppola)
- 2001 : Radio #1 (réalisation : Alex & Martin)
- 2001 : How Does It Make You Feel (réalisation : Antoine Bardou-Jacquet / Ludovic Houplain)
- 2001 : Don't Be Light (réalisation : Jean-François Moriceau / Petra Mrzyk)
- 2002 : Sexy Boy, Kelly Watch The Stars, All I Need, Le Soleil est près de moi, Playground Love, Radio #1, How Does It Make You Feel (DVD promotionnel de l'album Everybody Hertz)
- 2004 : Electronic Performers, Talisman, Don't Be Light, People in the City, La Femme d'argent (live et images coulisses) (DVD bonus Talkie Walkie)
- 2004 : Cherry Blossom Girl (réalisation : Kris Kramski)
- 2004 : Surfing On a Rocket (réalisation : Antoine Bardou-Jacquet / Romain Guillon)
- 2004 : Alpha Beta Gaga (réalisation : Mathieu Tonetti)
- 2007 : Once Upon a Time (réalisation : Mathieu Tonetti)
- 2007 : Mer du Japon (réalisation : Guillaume de La Perrière)
- 2009 : Sing sang sung
- 2009 : So Light Is Her Footfall
- 2012 : Parade
- 2012 : Seven Stars

## Exploitation commerciale

### Télévision
- 1995/1996 : Cyber Flash (Canal+) (Modular Mix)
- 1998 : Les Yeux dans les Bleus (Kelly Watch the stars)
- 1999 : Queer as Folk (série télévisée, 1999) - UK, saison 1 épisode 2 (Sexy Boy)
- 2000 : Daria – Of Human Bonding (Kelly Watch the Stars)
- 2005 : Les Experts : Manhattan (Alpha Beta Gaga)
- 2003 - 2005 : Newport Beach (Universal Traveler, La Femme d'argent)
- 2004 - 2005 : Veronica Mars (Run, La Femme d'argent)
- 2006 : The Bedford Diaries (All I need)
- 2006 : Verbotene Liebe (Cherry Blossom Girl)
- 2007 : Nip/Tuck – Carly Summers (Space Maker)
- 2007 : Gossip Girl (Photograph)
- 2010 : Médium – épisode : Le Corbeau (Playground Love)
- 2016 : Skam : saison 2 épisode 7 (Sexy Boy)
- 2020 : Sex Education : saison 2 épisode 3 (Sexy Boy)
- 2023 : Invitation au voyage  (Kelly watch the stars)

### Cinéma
- 1999 : Splendeur (Kelly Watch The Stars Moog Cookbook Remix)
- 1999 : Dix bonnes raisons de te larguer (Sexy Boy)
- 1999 : Go (Talisman)
- 2000 : Maybe Baby (Kelly Watch the Stars)
- 2001 : Startup.com (documentaire) (Remember)
- 2002 : 9 Dead Gay Guys (Sexy Boy)
- 2003 : Lost in Translation (Alone In Kyoto)
- 2010 : Faites le mur ! (documentaire) (Kelly Watch The Stars)
- 2010 : Lip Service (So Light Is Her Footfall, Heaven's Light)